# He Chao (skoczek do wody)
He Chao (chiń. 何超; ur. 11 lutego 1992 w Zhanjiang) – chiński skoczek do wody, dwukrotny medalista mistrzostw świata, dwukrotny medalista igrzysk azjatyckich, olimpijczyk z Rio de Janeiro.

## Przebieg kariery
W latach 2011–2013 uczestniczył w mistrzostwach świata, ale nie zdobył żadnego medalu. W 2014 uczestniczył w igrzyskach azjatyckich rozgrywanych w Inczonie, na których wywalczył złoty medal w skoku z trampoliny 1 m oraz srebrny medal w skoku z trampoliny 3 m. W 2015 roku zdobył drugi tytuł mistrza świata w konkurencji skoku z trampoliny 3 m, czego dokonał w trakcie czempionatu w Kazaniu.
W 2016 brał udział w letnich igrzyskach olimpijskich, na których wystąpił w konkurencji skoku z trampoliny i zajął 21. pozycję z rezultatem 380,35 pkt. Po raz ostatni w zmaganiach międzynarodowych uczestniczył, startując w konkurencji skoku z trampoliny 1 m rozgrywanej w ramach mistrzostw świata w Budapeszcie, gdzie udało mu się wywalczyć srebrny medal.